# São Martinho de Árvore
São Martinho de Árvore ist eine portugiesische Ortschaft und ehemalige Gemeinde.

## Verwaltung
Die ehemalige Gemeinde (Freguesia) gehört zum Kreis (Concelho) von Coimbra. Die Gemeinde hatte eine Gesamtfläche von 4,6 km² und 1012 Einwohner (Stand 30. Juni 2011).
Im Zuge der administrativen Neuordnung in Portugal zum 29. September 2013 wurde São Martinho de Árvore mit der Gemeinde Lamarosa zur neuen Gemeinde União das Freguesias de São Martinho de Árvore e Lamarosa zusammengeschlossen. Hauptsitz der neuen Gemeinde wurde São Martinho de Árvore.